# Crusader (serie)
Crusader è una serie di videogiochi d'azione in terza persona  sviluppati dalla casa sviluppatrice Origin Systems e pubblicati da Electronic Arts tra il 1995 ed il 1996.
È costituita da 2 titoli: Crusader: No Remorse (1995) e Crusader: No Regret (1996), le colonne sonore per entrambi i giochi sono stati composti da Andrew Sega e Dan Grandpré della ormai chiusa Productions Straylight.
Un terzo videogioco della serie (con il titolo provvisorio di No Mercy) non fu mai pubblicato, sia perché Tony Zurovec del team Crusader lasciò Origin e seguì il creatore di Wing Commander Chris Roberts nella sua nuova compagnia Digital Anvil, e sia perché la Origin concentrò tutti i suoi sforzi su Ultima Online.
Entrambi i giochi furono pubblicati su GOG.com in versione compatibile con Windows XP/7/8 and Mac OS X (a partire dalla versione 10.8.6)

## Trama
Ambientato in un distopico XXII secolo, il gioco parla di un Silencer, un super-soldato d'élite che diserta dal governo del mondo in carica, il Consorzio Economico Mondiale (World Economic Consortium, abbreviato in WEC), e si unisce all'organizzazione che si oppone al WEC, nota come la Resistenza (Resistance), per combattere il tirannico governo per cui una volta aveva prestato servizio.

## Caratteristiche tecniche
Entrambi i videogiochi utilizzano una versione migliorata del motore di Ultima VIII con grafica SVGA, ed utilizzano una visuale isometrica. L'audio del gioco utilizza un motore appositamente realizzato, chiamato Asylum Sound System, che impiega i file MOD piuttosto che General MIDI, in modo da fornire una buona qualità senza ricorrere a costosi componenti hardware. Utilizzano inoltre la tecnologia Full Motion Video (FMV), sequenze con attori reali; utilizzate per narrare l'evolversi degli eventi nella trama.